# إدموند موراي دود
إدموند موراي دود هو قاضي وسياسي كندي، ولد في 9 يناير 1797، وتوفي في 27 يوليو 1876. انتخب عضو مجلس نواب نوفا سكوشا ‏.